# Charif Damage
Charif Damage (* 1921; † nach 1951) war ein libanesischer Ringer. Er war 1948 Olympiateilnehmer im griechisch-römischen Stil.

## Werdegang
Charif Damage war einer von fünf libanesischen Ringern, die Ende der 1940er und zu Beginn der 1950er Jahre auf den Ringermatten bei Olympischen Spielen und Weltmeisterschaften für Furore sorgten. Er war dabei der Älteste dieser Ringer und rang wie diese ausschließlich im griechisch-römischen Stil.
1948 startete er bei den Olympischen Spielen in London im Leichtgewicht. Er besiegte dort L. Rosado aus Argentinien, Georgios Petmezas aus Griechenland, Abraham Kurland aus Dänemark und Ahmet Senol aus der Türkei. Dann verlor er gegen Aage Eriksen aus Norwegen und kämpfte gegen Károly Ferencz aus Ungarn um die olympische Bronzemedaille. Diesen Kampf verlor er und musste damit mit dem undankbaren 4. Platz zufrieden sein. Durch seine guten Leistungen bei diesem Turnier erntete er aber allgemein großes Lob.
1950 war Charif Damage auch bei der Weltmeisterschaft in Stockholm am Start. Er musste dort aber im Leichtgewicht Niederlagen von August Hojrup aus Dänemark und vom Olympiasieger von 1948 Gustav Freij aus Schweden hinnehmen und kam deshalb nur auf den 8. Platz.
Das letzte Ergebnis, das von ihm bekannt ist, ist schließlich sein 2. Platz bei den Mittelmeer-Spielen 1951 in Alexandria, den er im Leichtgewicht hinter Kamel Balbaa aus Ägypten, aber noch vor Umberto Trippa aus Italien belegte.

## Internationale Erfolge
| Jahr | Platz | Wettbewerb                      | Gewichtsklasse | |
| 1948 | 4.    | OS in London                    | Leicht         | mit Siegen über L. Rosado, Argentinien, Georgios Petmezas, Griechenland, Abraham Kurland, Dänemark u. Ahmet Senol, Türkei u. Niederlagen gegen Aage Eriksen, Norwegen u. Károly Ferencz, Ungarn |
| 1950 | 8.    | WM in Stockholm                 | Leicht         | nach Niederlagen gegen August Hojrup, Dänemark u. Gustav Freij, Schweden |
| 1951 | 2.    | Mittelmeer-Spiele in Alexandria | Leicht         | hinter Kamel Balbaa, Ägypten, vor Umberto Trippa, Italien |

Anm.: alle Wettbewerbe im griechisch-römischen Stil, OS = Olympische Spiele, WM = Weltmeisterschaft, Leichtgewicht, damals bis 67 kg Körpergewicht

## Weblink
- Charif Damage  in der Datenbank von Olympedia.org (englisch)

| Personendaten    | Personendaten        |
| ---------------- | -------------------- |
| NAME             | Damage, Charif       |
| KURZBESCHREIBUNG | libanesischer Ringer |
| GEBURTSDATUM     | 1921                 |
| STERBEDATUM      | nach 1951            |